# Bangkok Skytrain
Il Bangkok Skytrain (noto anche come BTS Skytrain, in cui BTS è acronimo di Bangkok Mass Transit System) è una ferrovia sopraelevata situata a Bangkok, composta da due linee (Sukhumvit e Silom).
Nel 2019, il sistema è stato utilizzato da una media di 787 000 persone al giorno, battendo nettamente la concorrenza della metropolitana cittadina aperta nel 2004.
Al febbraio 2021 la rete comprendeva 60 stazioni (di cui una d'interscambio) e si snodava per una lunghezza complessiva di 68,25 km. A tale data erano in fase di costruzione o di progetto prolungamenti delle linee.

## Linee
| Linea | Linea           | Tragitto                 | Nº stazioni | Lunghezza (km) |
| ----- | --------------- | ------------------------ | ----------- | -------------- |
|       | Linea Sukhumvit | Khu Khot-Kheha           | 47          | 53,58          |
|       | Linea Silom     | Stadio Nazionale-Bang Wa | 14          | 14,67          |

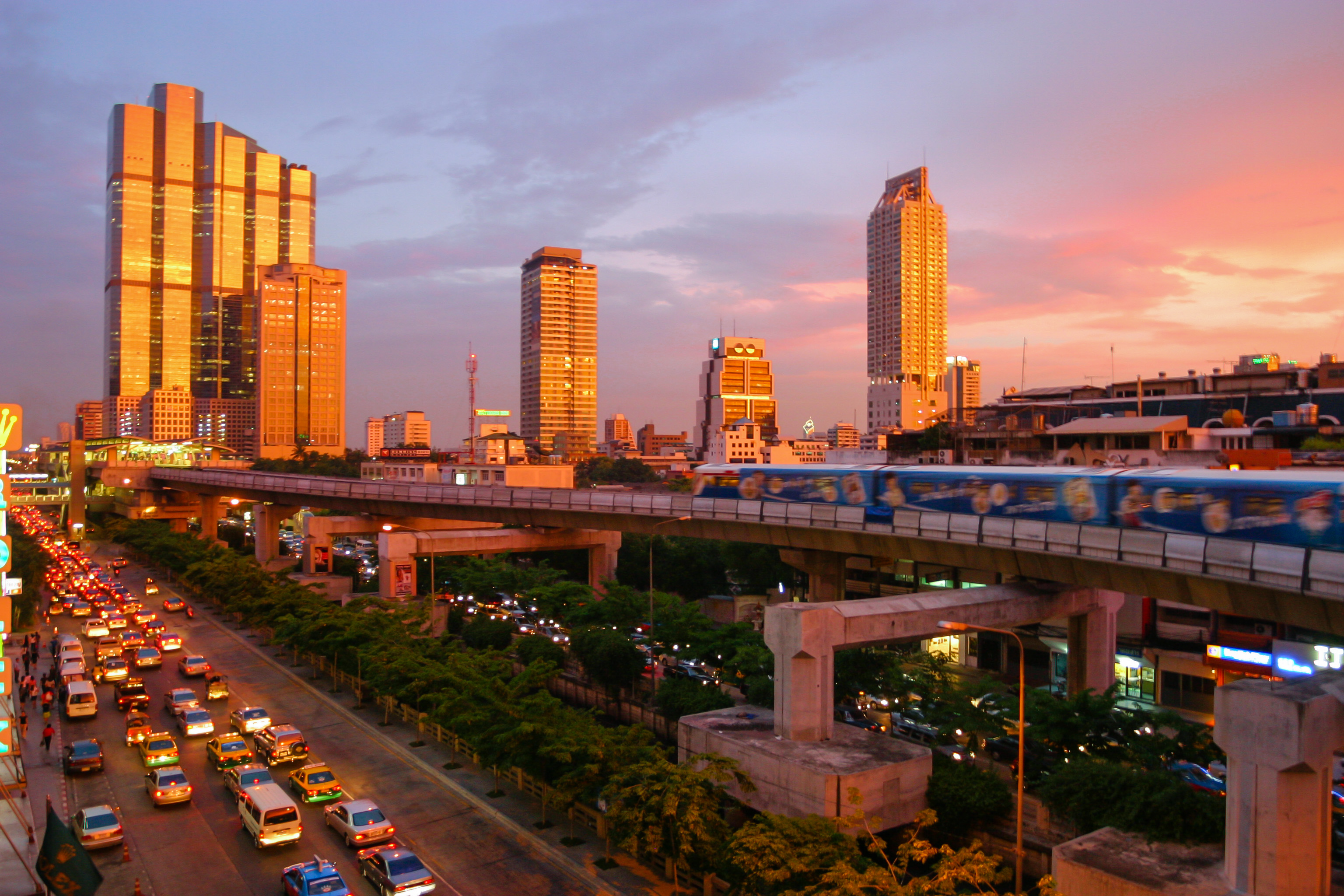
Bangkok, lo skytrain al tramonto

La linea Sukhumvit collega stazione di Khu Khot, situata a nord della capitale nel distretto di Lam Luk Ka della provincia di Pathum Thani, alla stazione di Kheha nel distretto di Mueang Samut Prakan, nella provincia omonima che si trova a sud-est di Bangkok lungo la strada Sukhumvit. Si interseca con la linea Silom, alla stazione di Siam nel centrale distretto di Pathumwan.
I capolinea della linea Silom sono la stazione dello Stadio Nazionale nel centrale distretto di Pathum Wan e la stazione di Bang Wa situata nel distretto di Phasi Charoen, che fa parte del popoloso agglomerato occidentale Thonburi di Bangkok.
Lo Skytrain è interconnesso anche alla linea Oro, un people mover che si sviluppa a Thonburi collegando la stazione di Krung Thonburi, nei pressi dell'omonima stazione della Linea Silom,  alla stazione di Khlong San.

## Materiale rotabile
I treni impiegati sulla linea sono dei Siemens Inspiro sono stati costruiti dalla turca Bozankaya in collaborazione con la Siemens Mobility.